# Oleh Verniaïev
Oleh Verniaïev (en ukrainien : Олег Верняєв), né le 29 septembre 1993 à Donetsk, est un gymnaste artistique ukrainien.
Lors des Jeux olympiques de Londres, il termine 4e par équipes et 11e en individuel.
Il est médaille d'argent aux barres parallèles lors des Championnats d'Europe 2012.

## Palmarès

### Jeux olympiques
- Rio de Janeiro 2016
  -  médaille d'or aux barres parallèles
  -  médaille d'argent au concours général individuel

### Championnats du monde
- Nanning 2014
  -  médaille d'or aux barres parallèles
  - 4e au concours général individuel

- Glasgow 2015
  -  médaille d'argent aux barres parallèles
  - 4e au concours général individuel

- Montréal 2017
  -  médaille d'argent aux barres parallèles

- Doha 2018
  -  médaille d'argent aux barres parallèles
  - 14e au concours général individuel

- Stuttgart 2019
  -  médaille de bronze au concours général individuel

### Championnats d'Europe
- Montpellier 2012
  -  médaille d'argent aux barres parallèles
  - 5e au concours par équipes

- Moscou 2013
  -  médaille de bronze au concours général individuel

- Sofia 2014
  -  médaille d'or aux barres parallèles
  -  médaille de bronze au concours par équipes
  -  médaille de bronze au saut de cheval

- Montpellier 2015
  -  médaille d'or au concours général individuel
  -  médaille d'or aux barres parallèles

- Berne 2016
  -  médaille d'or au saut de cheval
  -  médaille d'argent aux barres parallèles

- Cluj-Napoca 2017
  -  médaille d'or au concours général individuel
  -  médaille d'or aux barres parallèles
  -  médaille de bronze au saut de cheval

- Rimini 2024
  -  médaille d'or au concours par équipes
  -  médaille d'argent au concours général individuel

### Jeux européens
- Minsk 2019
  -  médaille d'or aux barres parallèles
  -  médaille d'argent au concours général individuel
  -  médaille d'argent au cheval d'arçons

- Bakou 2015
  -  médaille d'or au concours général individuel
  -  médaille d'or au saut de cheval
  -  médaille d'argent au concours par équipes